# فلای‌ناس
فلای‌ناس (به انگلیسی: Flynas) یک شرکت هواپیمایی با کد یاتا XY است که در تاریخ ۲۰۰۷ میلادی تأسیس شده و در تاریخ فوریه ۲۰۰۷ فعالیتش را آغاز کرده‌است. دفتر مرکزی فلای‌ناس در ریاض، عربستان سعودی واقع شده‌است و قطب این شرکت هواپیمایی در فرودگاه بین‌المللی ملک عبدالعزیز قرار دارد و به ۲۳ مقصد، پرواز مستقیم انجام می‌دهد.